# Be My Little Baby Bumble Bee
"Be My Little Baby Bumble Bee" é uma música de Henry I. Marshall e escrito por Stanley Murphy em 1912 e apareceu na peça de 1912, A Winsome Widow.
Desde então, a música se tornou um padrão, gravada por muitos artistas. Uma das primeiras gravações mais populares foi de Ada Jones e Billy Murray que o gravou em dueto em 8 de julho de 1912 para a Victor Records (catálogo 17152 B).
Doris Day e Russell Arms cantaram a música no filme de 1953, By the Light of the Silvery Moon.